# Шеломечко
Шеломечко — деревня в Устьянском районе Архангельской области.

## География
Находится в южной части Архангельской области на расстоянии приблизительно 6 км на юго-восток по прямой от административного центра района поселка Октябрьский.

## История
В 1859 году здесь (деревня Вельского уезда Вологодской губернии) было учтено 8 дворов. До 2022 года входила в Малодорское сельское поселение до его упразднения.

## Население
Численность населения: 86 человек (1859 год), 10 (русские 100 %) в 2002 году, 18 в 2010.